# Високий стиль
Високий стиль — один з трьох традиційних стилів («слогів»), що теоретично розроблялися і практично функціонували (зокрема, в Україні) у XVII—XVIII ст.
За теорією трьох стилів, високий стиль передбачав емоційно урочистий, пишномовний виклад, присвячений важливим подіям, особам, діянням богів, перемогам у битвах, доблесті героїв тощо.
Вирізнявся широким використанням так званих прикрашувальних мовних засобів, зокрема словесних (метафори, синекдохи, метонімії, антономасії, повтори, подвоєння, приєднання та ін.) і змістових (алегорії, перифрази, гіперболи, апострофи, етопеї, гіпотипози, персоніфікації, парентези, епіфонеми) фігур.
Високий стиль спирався на старослов'янську лексику (зокрема, архаїзми, слов'янізми), фонетику і граматичні форми, характеризувався ускладненим синтаксисом (розгорнутими фразами, надфразними єдностями, інверсіями, риторичними запитаннями, вигуками тощо), широко звертався до античної міфології, барокової образності.
Ним писалися епічні твори, героїчні поеми, трагедії, ораторські виступи, конклюзії (програми шкільних наук, диспутів), драми («Владимир» Теофана Прокоповича, «Воскресеніе мертвыхъ» Георгія Кониського), казання Йоаникія Галятовського, Антонія Радивиловського, Данила Туптала (Дмитрія Ростовського), Стефана Яворського, твори Семена Климовського, Григорія Сковороди та ін.
В 2-й пол. XVIII ст. поступово виходить з ужитку, поступаючись книжно-урочистій манері викладу в українській літературній мові, що формувалася на народній основі.